# Bute Aravelênio
Bute Aravelênio (em armênio: Բուտ; romaniz.: But) foi um nobre armênio (nacarar), membro da família Aravelênio, ativo durante o reinado do xainxá Cosroes II (r. 590–628).

## Nome

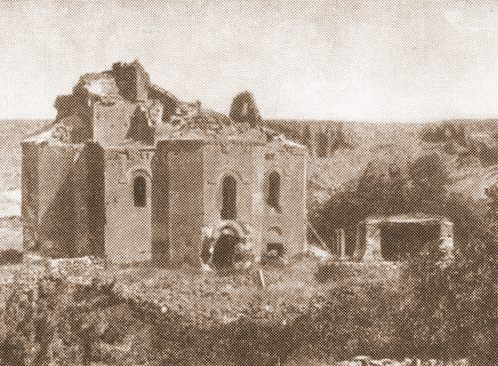
Igreja de São Teodoro em 1920

Bute (Բուտ, But) é um nome armênio que se originou do siríaco bud (ܝܥܝ), que foi empregado como substantivo comum com o sentido de "broto", bem como um nome próprio.

## Vida
A parentela de Bute é desconhecida, salvo que pertencia à família Aravelênio. Em data incerta, casou-se com Ana. Em 628, durante a administração do marzobã Basterotes II (628–634), esteve envolvido na construção da Igreja de São Teodoro em Bagarana, mas faleceu antes de concluída. Sua esposa deu seguimento com a obra.